# Bathyraja lindbergi
Bathyraja lindbergi е вид хрущялна риба от семейство Arhynchobatidae. Видът не е застрашен от изчезване.

## Разпространение и местообитание
Разпространен е в Русия, САЩ (Аляска) и Япония (Хокайдо).
Среща се на дълбочина от 160 до 2000 m, при температура на водата около 0,5 °C и соленост 33,2 ‰.